# Saint-Jouin
Saint-Jouin ist eine französische Gemeinde mit 280 Einwohnern (Stand 1. Januar 2022) im Département Calvados in der Region Normandie. Sie gehört zum Arrondissement Lisieux und zum Kanton Cabourg.

## Geografie
In Saint-Jouin fließen die Bäche Caudemuche und derjenige von Saint-Léger-Dubosq, der nordwestlich gelegenen Nachbargemeinde. Weitere Nachbargemeinden sind Cresseveuille im Nordosten, Beaufour-Druval im Südosten, Beuvron-en-Auge im Südwesten und Dozulé im Westen.

## Bevölkerungsentwicklung
| Jahr      | 1962 | 1968 | 1975 | 1982 | 1990 | 1999 | 2008 | 2015 |
| --------- | ---- | ---- | ---- | ---- | ---- | ---- | ---- | ---- |
| Einwohner | 183  | 168  | 126  | 130  | 151  | 196  | 206  | 196  |

## Sehenswürdigkeiten

Kirche Sainte-Barbe

- Kirche Sainte-Barbe